# Salterio Becker

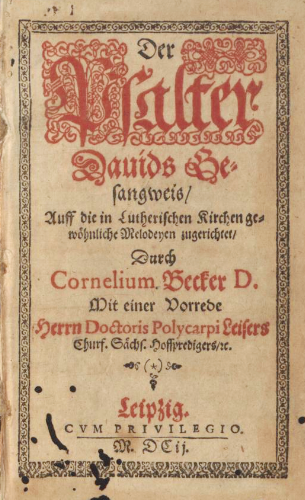
Portada del Salterio de Becker (1602)

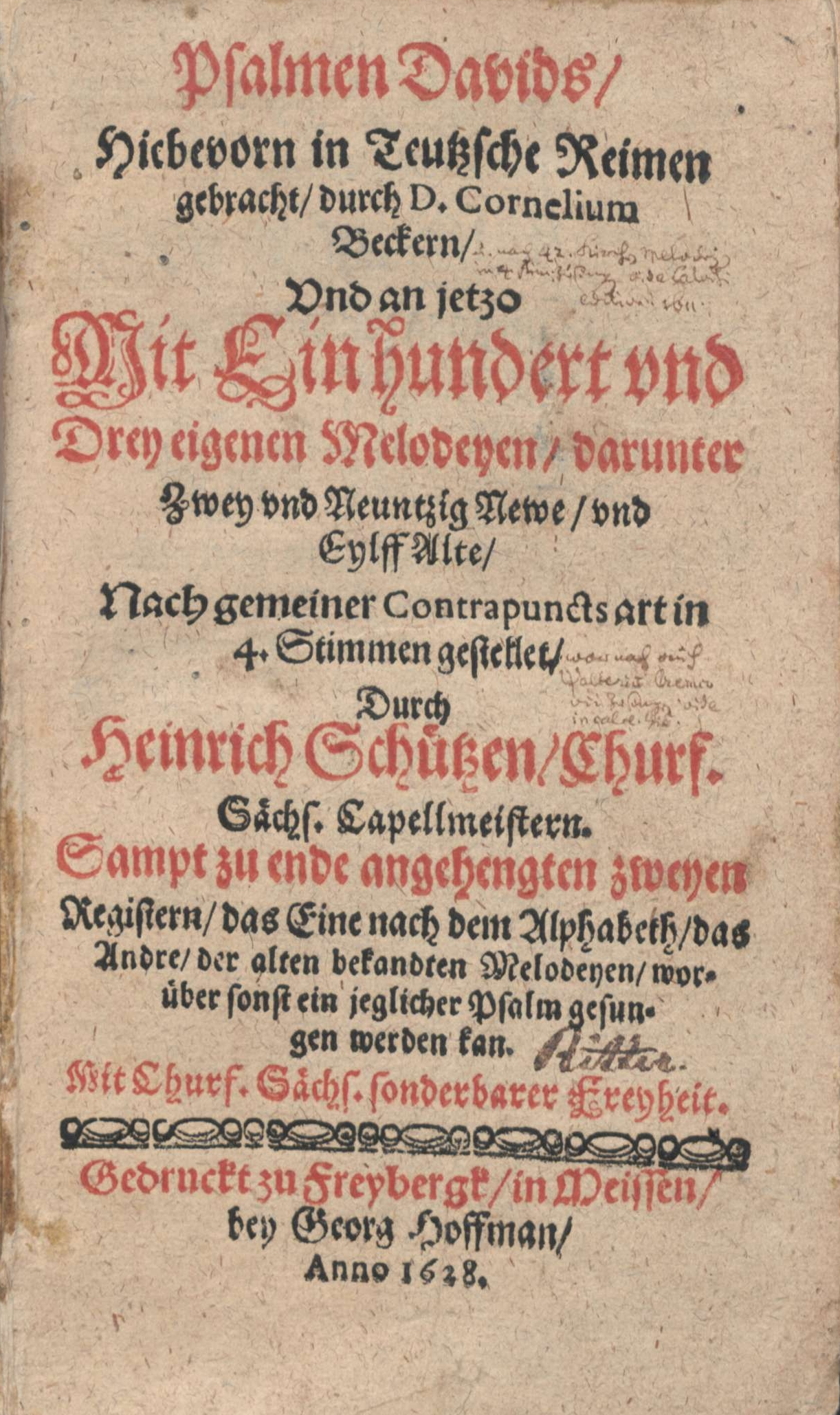
1628 Primera edición del Salterio Becker de Heinrich Schütz

El Salterio Becker es un salterio métrico alemán escrito por el teólogo de Leipzig Cornelius Becker y publicado por primera vez por Jakob Apel en Leipzig en 1602 con el título «Der Psalter Davids Gesangweis». Varios compositores pusieron música a los salmos contenidos en el volumen, en particular Heinrich Schütz, cuyos corales a cuatro voces se publicaron en 1628 y se revisaron y ampliaron en 1661.

## Contenido
Becker incluyó en su Salterio anteriores paráfrasis luteranas de salmos, como «Aus tiefer Not schrei ich zu dir», «Ach Gott, vom Himmel sieh darein», «Erbarm dich mein», «Ein feste Burg ist unser Gott» y «An Wasserflüssen Babylon».  La publicación de 1602, titulada Der Psalter Dauids Gesangweis, no tenía melodías y estaba pensada para ser cantada con las melodías de otros himnos luteranos conocidos. 

## Schütz
Heinrich Schütz acogió con satisfacción las intenciones teológicas de las versiones métricas de los salmos de Becker y escribió arreglos a cuatro voces que publicó en 1628 como Psalmen Davids: Hiebevorn in Teutzsche Reimen gebracht durch D. Cornelium Beckern. La colección se reimprimió en 1640, y apareció en una versión revisada y ampliada en 1661.  En número de impresiones y ediciones fue la obra más exitosa de Schütz desde el siglo XVII hasta principios del XVIII.